# جوديث بينغهام
جوديث بينغهام (بالإنجليزية: Judith Bingham)‏ هي ملحنة بريطانية، ولدت في 21 يونيو 1952 في نوتنغهام في المملكة المتحدة.

## وصلات خارجية
- جوديث بينغهام على موقع ميوزك برينز (الإنجليزية)
- جوديث بينغهام على موقع أول ميوزيك (الإنجليزية)
- جوديث بينغهام على موقع ديسكوغز (الإنجليزية)